# Zinzan Brooke
Murray Zinzan Brooke, detto Valentine (Waiuku, 14 febbraio 1965), è un ex rugbista a 15 neozelandese, terza linea centro, campione del mondo con gli All Blacks nel 1987.

## Biografia
Cresciuto insieme a suo fratello minore Robin a Waiuku, un villaggio della regione di Auckland, in una famiglia dedita all'agricoltura, Zinzan Brooke si accostò al rugby casualmente, apprendendo da un quotidiano di una selezione di giocatori per una squadra di rugby a 7 nella zona; dopo avere risposto all'annuncio iniziò la pratica.
A 15 anni lasciò la scuola per continuare a giocare a rugby, poi fu selezionato per la Nuova Zelanda U-17 nel ruolo di pilone e nella selezione a 7, prima di trasformarsi in terza linea centro.
Iniziò quindi a rappresentare la selezione provinciale di Auckland nel 1986 e l'anno successivo, senza alcun test match alle spalle, fu convocato per la selezione neozelandese che affrontava la prima edizione della Coppa del Mondo, esordendovi il 1º giugno contro l'Argentina.
Negli anni successivi alternò la militanza nel campionato provinciale neozelandese a esperienze nell'Emisfero nord: già dal 1986 infatti militava in Italia alla Lazio tra serie A1 e A2.
Prese parte alla Coppa del Mondo di rugby 1991 dove la Nuova Zelanda giunse terza, e nel 1992 passò dalla Lazio al Casale in serie A1.
Alla Coppa del Mondo di rugby 1995 giunse fino alla finale, riuscendo così a classificarsi sul podio in ogni partecipazione mondiale; passò professionista nel 1996 ed entrò nella franchise di Auckland dei Blues in Super 12, vincendo le prime due edizioni di tale torneo.
Disputò nel 1997 l'ultimo dei suoi 58 test match per gli All Blacks, al termine dei quali poté vantare uno score di 17 mete segnate, record nazionale per un avanti.
Il 1998 fu il suo ultimo anno nel Super 12, al termine del quale emigrò in Europa nella squadra inglese degli Harlequins; dopo due stagioni terminò l'attività agonistica professionistica e divenne allenatore dello stesso club, tuttavia lasciando l'incarico tecnico dopo pochi mesi.
Ebbe un breve ritorno al rugby giocato come dilettante nel Coventry a fine 2001; rinnovò il suo impegno per un'ulteriore stagione; alla fine del campionato, nel 2003, giunse il definitivo ritiro.
Vanta anche diversi inviti nei Barbarians, dei quali è stato anche capitano.
Dopo il ritiro si è dedicato a varie attività, tra le quali quelle di albergatore in Inghilterra con la sua famiglia.

## Palmarès
- Coppe del mondo: 1
Nuova Zelanda: 1987
- Super Rugby: 2
Blues: 1996, 1997
- National Provincial Championship: 6
Auckland: 1987, 1988, 1989, 1994, 1995, 1996